# Luciano Szafir
Luciano Lebelson Szafir (São Paulo, 31 de dezembro de 1968) é um ator, apresentador e ex-modelo brasileiro. Szafir é filho de Gabriel e Betty Szafir. Ele tem uma irmã gêmea chamada Priscila, uma irmã mais velha chamada Alexandra e um irmão mais novo chamado Salomão. Ele também é tio dos dois filhos de sua irmã gêmea, Júlia e Luís Otávio. Szafir é descendente de libaneses e judeus asquenazes.

## Carreira
Luciano começou a carreira como modelo em 1986, aos dezessete anos, e em 1990 assinou com a Ford Models Brasil, indo morar em Nova Iorque modelar. Começou trabalhando como ator na Rede Globo em 1997 em um dos papeis centrais de Anjo Mau, emendando outros trabalhos em Labirinto, Aquarela do Brasil, Um Anjo Caiu do Céu e O Clone, além de apresentar o Você Decide durante dois anos. No teatro participou de várias edições da Paixão de Cristo de Nova Jerusalém: em 2001 fez o papel de Pôncio Pilatos e de 2003 à 2006 interpretou Jesus. Em 2004 protagonizou a telenovela Metamorphoses, na RecordTV, numa fase em que as produções eram precárias na emissora.
Em 2006, após a criação do RecNov, foi protagonista de Amor e Intrigas e Promessas de Amor e fez outras novelas como Vidas Opostas, Rebelde e Os Dez Mandamentos, além de apresentar o Extreme Makeover Social e o Programa da Tarde.

## Vida pessoal
Namorou a apresentadora Xuxa de 1997 a 1999. Juntos, tiveram uma filha, Sasha Meneghel, nascida em 1998. Em 2009 o casal reatou o namoro, mas se separaram poucos meses depois. Em 2011 começou a namorar a empresária Luhanna Melloni, com quem se casou formalmente em 2022. O casal têm dois filhos: David (2013) e Mikael (2015).
Luciano é praticante de jiu-jitsu, atualmente é faixa preta, concedida por Octávio de Almeida.

## Filmografia

### Televisão
| Ano           | Título                  | Personagem                      | Notas                         |
| ------------- | ----------------------- | ------------------------------- | ----------------------------- |
| 1997          | Anjo Mau                | Júlio Sampaio Melagoni          |                               |
| 1998          | Labirinto               | Ivan Sampaio                    |                               |
| 1998          | Malhação                | Sérgio                          | Episódio: "18 de dezembro"    |
| 1999–00       | Você Decide             | Apresentador                    |                               |
| 2000          | Uga Uga                 | Pepê                            | Episódios: "19–20 de junho"   |
| 2000          | Aquarela do Brasil      | Maurício                        |                               |
| 2001          | Um Anjo Caiu do Céu     | Eduardo                         | Episódio: "13 de março"       |
| 2002          | O Clone                 | Zein Zurig                      |                               |
| 2004          | Metamorphoses           | Lucas Mendonça                  |                               |
| 2006          | Vidas Opostas           | Leonardo Rocha                  |                               |
| 2007          | Amor e Intrigas         | Felipe Junqueira de Albuquerque |                               |
| 2009          | Promessas de Amor       | Amadeus Cordeiro                |                               |
| 2009          | Promessas de Amor       | Bernardo Cordeiro               |                               |
| 2011–12       | Rebelde                 | Franco Albuquerque              |                               |
| 2012          | Extreme Makeover Social | Apresentador                    |                               |
| 2013          | Tá Tudo em Casa         | Victor                          | Especial de fim de ano        |
| 2015          | Milagres de Jesus       | Efraim                          | Episódio: "A Mulher Adúltera" |
| 2015          | Os Dez Mandamentos      | Meketre Haddad                  |                               |
| 2022–presente | Casa Szafir             | Apresentador                    |                               |
| 2025          | MasterChef Celebridades | Participante                    | Temporada 1                   |

### Cinema
| Ano  | Título                                     | Personagem                                      |
| ---- | ------------------------------------------ | ----------------------------------------------- |
| 1998 | Simão o Fantasma Trapalhão                 | Simão na forma original (participação especial) |
| 2002 | Xuxa e os Duendes 2 - No caminho das Fadas | Rafael (Rafa)                                   |
| 2006 | Nightmare Man                              | William                                         |
| 2006 | Mulheres do Brasil                         | Murilo                                          |
| 2006 | Nossa Senhora de Caravaggio                | Comes                                           |
| 2007 | Ópera do Mallandro                         | Pai de Chico                                    |
| 2007 | Acerto de Contas                           | Fernando                                        |
| 2009 | Xuxa em O Mistério de Feiurinha            | Príncipe da Cinderela                           |
| 2009 | The Meeting                                |                                                 |
| 2010 | Fronteira de Sangue                        |                                                 |
| 2010 | The Reapers                                |                                                 |
| 2011 | Réquiem para Laura Martin                  | Giulliano                                       |
| 2012 | Ódio                                       | Nestor                                          |
| 2012 | Valente (animação da Disney Pixar)..       | Lorde McGuffin (voz)                            |
| 2016 | Os Dez Mandamentos                         | Meketre Haddad                                  |
| 2019 | A Palavra                                  | —                                               |
| 2020 | Estação Rock                               | Thiagão                                         |
| 2021 | Goitaca                                    | Maracajaguacu                                   |

### Teatro
| Ano     | Título                             | Personagem     |
| ------- | ---------------------------------- | -------------- |
| 2001–02 | Paixão de Cristo de Nova Jerusalém | Pôncio Pilatos |
| 2003–06 | Paixão de Cristo de Nova Jerusalém | Jesus          |